# Metroid Prime: Federation Force
Metroid Prime: Federation Force is een first-person shooter-computerspel ontwikkeld door Next Level Games en uitgegeven door Nintendo voor de Nintendo 3DS. Het spel in de Metroid-serie kwam uit in de VS op 19 augustus 2016, in Japan op 25 augustus 2016 en in Europa op 2 september 2016.

## Spel
In het spel neemt de speler de besturing van de Galactic Federation Marines, die opnieuw de kwaadaardige plannen van de Space Pirates moeten dwarsbomen. De gameplay richt zich hoofdzakelijk op de schietgevechten en het multiplayer-gedeelte, net zoals ook het geval is in Metroid Prime Hunters. Het spel bevat tevens een competitief voetbalspel genaamd Metroid Prime: Blast Ball.

## Ontvangst
Federation Force ontving matige recensies. Kritiek was er vooral op het ontbreken van gelijkenis met andere speltitels in de Metroid-serie. Het spel werd verder bekritiseerd vanwege de slechte timing, omdat het een spin-off-titel was die werd aangekondigd tijdens een hiatus van de serie.
Op Metacritic, een website waar recensies samengebracht worden, heeft het spel een score van 64%.